# Gustave Adelswärd

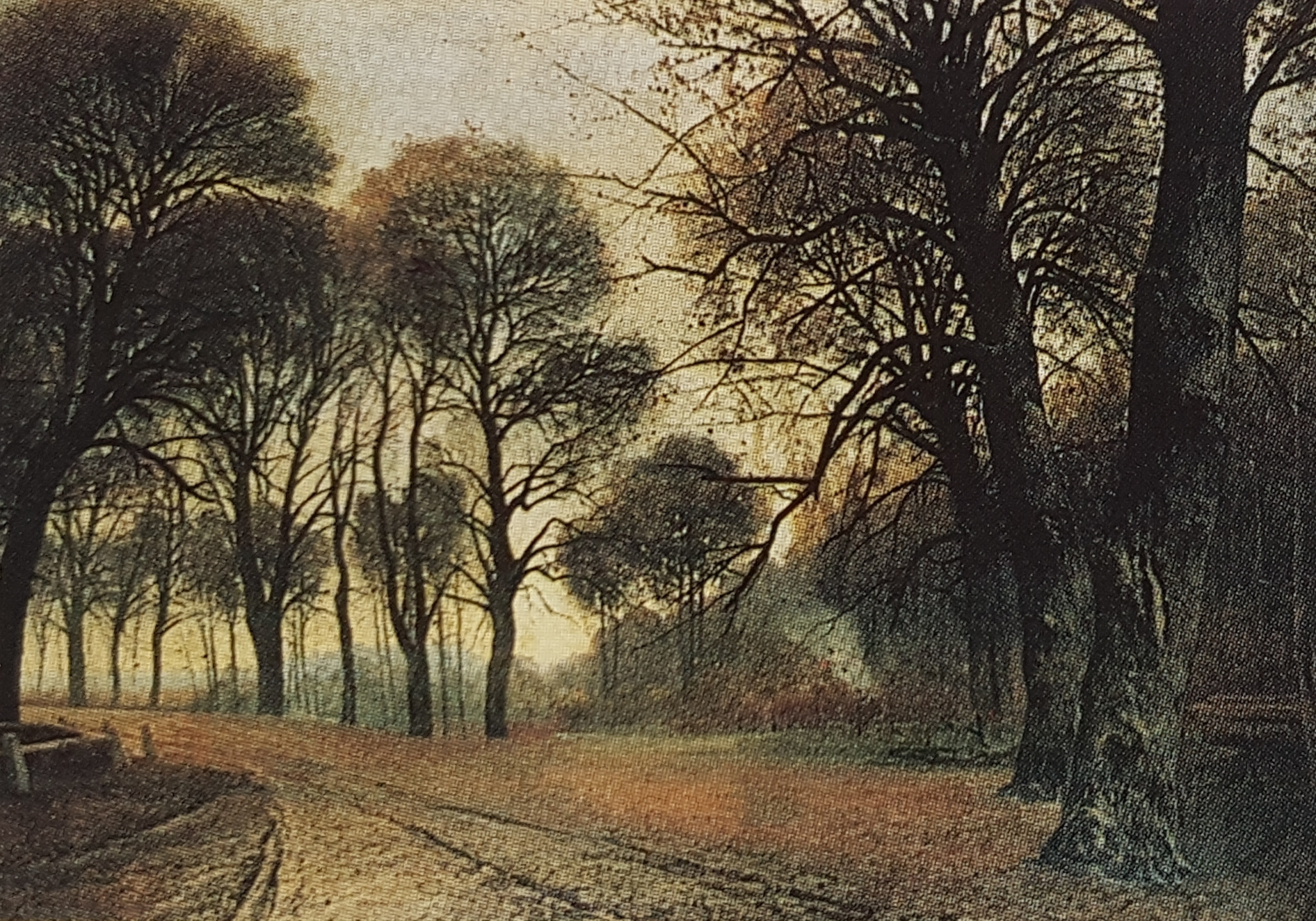
Skogslandskap målat av Gustave Adelswärd.

Gustave Adelswärd, född 5 november 1843 i Lyon, död 17 november 1895 i Paris, var en svensk-fransk konstnär.

## Biografi
Gustave Adelswärd var son till chefen för nationalgardet i Nancy Reinhold Casimir Oscar Adelswärd och Amelie Steiner.
Adelswärd studerade konst för Léon Bonnat i Paris. Han medverkade på Parissalongen 1885–1891 och även i utställningar i Sverige. Adelswärd är representerad vid Nationalmuseum.

### Familj
Adelswärd gifte sig 10 november 1874 på Baudeville i Frankrike med Mathilde-Jeanne de Pourtalès (född 1854), dotter till greve Jacques-Robert de Pourtalès och Anne Hagerman.